# Pedro Robles
Pedro Jerónimo Robles Ray (Madrid, 17 luglio 1977) è un ex cestista spagnolo.

## Palmarès
- Copa del Rey: 1

Estudiantes: 2000
- Copa Príncipe de Asturias: 1

Murcia: 2006
- ULEB Cup: 1

Valencia: 2002-03